# Джеффрис-Бей
Джеффрис-Бей (африк. Jeffreysbaai, англ. Jeffreys Bay), часто употребляется сокращённое название Джей-Бей (англ. J-Bay) — город в муниципалитете Куга района Какаду Восточно-Капской провинции ЮАР.

## География
Джеффрис-Бей известен своими пляжами, особенно пляжем «Дельфин», который с 2007 по 2014 год ежегодно получает Голубой флаг. Пляжи тянутся на много километров в обе стороны от города, являются популярным местом отдыха и тренировок сёрферов: второе место в списке «50 лучших мест в мире для спортивного сёрфинга». Чуть севернее города проходит автомобильная Дорога N2. С юга к Джеффрис-Бей вплотную примыкает городок Астон-Бей.

## История
По одной из версий, город был назван в честь Джеффриса, капитана торгового судна, осуществлявшего в 1840-х годах перевозки вдоль восточного побережья ЮАР. Однажды в 1849 году эпидемия цинги вынудила его пристать к берегу. Он построил там причал и вскоре понял, что желает здесь остаться. Уже в следующем году он построил первое здание будущего города — просторный двухэтажный особняк, который все стали звать «Белый дом», перевёз сюда свою семью. 21 января 1852 года новое поселение получило статус «город» (town). В конце 1920-х годов «Белый дом» был куплен богатой семьёй Рилли, которая переоборудовала его в магазин. После Второй мировой войны Дом по приказу правительства был уничтожен. Тем временем Рилли богатели и открывали в городе магазины, рестораны и бары один за другим.
По другим версиям, капитан Джеффри был выброшен сюда после кораблекрушения; или же город получил имя не в честь него, а в честь торговца, который основал здесь точку по приёму и переработке плодов китобойного промысла.
Несмотря на то, что город жил в основном за счёт рыболовства, первые моторные лодки появились здесь лишь в начале 1960-х годов. В 1966 году на экраны вышел фильм про сёрферов «Бескрайнее лето», много сцен которого было отснято в Джеффрис-Бей. В конце 1960-х — начале 1970-х годов Джеффрис-Бей стал пристанищем большой группы хиппи.

## Демография
По переписи 2011 года в Джеффрис-Бей проживали 27 107 человек в 10 327 домохозяйствах. Расовый состав: белые — 38,9 %, негры — 37,47 %, цветные — 22,66 %,  индийцы и другие азиаты — 0,24 %, прочие расы — 0,73 %. Женщины составили 51,32 % населения, мужчины — 48,68 %.
В качестве своего родного языка указали: африкаанс — 54,4 % жителей города, коса — 28,8 %, английский — 11,8 %.